# روداوکا (استان پودکارپاتسکیه)
روداوکا (به لهستانی:  Rudawka) یک روستا در لهستان است که در گمینا بیرچا واقع شده‌است.